# Max Stirner
Max Stirner, eredeti nevén Johann Caspar Schmidt (Bayreuth, 1806. október 25. – Berlin, 1856. június 26.) német államellenes filozófus, akit a nihilizmus, posztmodernizmus, egzisztencializmus és individualista anarchizmus irodalmi előfutáraként tartanak számon.
Max Stirner Johann Caspar Schmidt néven született, de álnevén lett ismertté. Kezdetben gimnáziumi tanárként, később felsőbb leányiskolai tanítóként működött Berlinben. A Hegel-féle iskolának úgynevezett bal oldalának legszélsőségesebb filozófusaként leghíresebb művében a Der Einzige und sein Eigenthumban (1845) a teljesen egoista felfogást hirdette. Tagadta, hogy az embereknek kötelessége volna Istent vagy valamely eszmét, közösséget szolgálni. Véleménye szerint a világ és az emberek csak arra valók, hogy az én saját élvezete céljából fölhasználja.